# Supercam S350
Supercam S350 – rosyjski dron przeznaczony do prowadzenia rozpoznania i obserwacji.

## Historia
Dron został skonstruowany przez zakład Iżmasz (ros. ООО «Ижмаш – Беспилотные системы») na bazie wcześniejszego modelu Supercam S300. Jest przeznaczony do monitoringu terenu i fotografii lotniczej. Wyposażenie pozwala na transmisję sygnału wideo na odległość 100 km. Wewnątrz może przenosić wyposażenie składające się ze stabilizowanych żyroskopowo kamer pasma widzialnego o rozdzielczości 20/24/42/60 megapikseli z zoomem optycznym 10/33× i podczerwieni oraz sprzętu pomiarowego. Dron może przenosić trzy kontenery z wyposażeniem użytkowym, dwa z nich mogą zawierać kamery.
Maszyna jest zbudowana z materiałów kompozytowych. Silnik zasilany jest dwoma wymiennymi akumulatorami umieszczonymi pośrodku skrzydła. Start odbywa się z wykorzystaniem katapulty o napędzie elastycznym lub pneumatycznym. Lądowanie odbywa się z wykorzystaniem spadochronu. Podczas przyziemienia może dojść do zwolnienia zewnętrznych odcinków skrzydeł, aby zapobiec ich ewentualnym uszkodzeniom. W 2022 r. dron wszedł na wyposażenie jednostek armii Federacji Rosyjskiej i został wykorzystany podczas agresji na Ukrainę. Wg oficjalnych doniesień wykazał dużą odporność na działanie systemów walki elektronicznej.
18 maja 2024 r. agencja TASS podała, że powstała wersja rozwojowa oznaczona jako Supercam S350M. Wprowadzone zmiany objęły zmniejszenie masy płatowca, co wydłużyło o 20% czas lotu. Zmodyfikowany dron ma funkcję automatycznego przetwarzania danych i możliwość przekazywania sygnału wideo do innych systemów w czasie rzeczywistym. Ponadto S350M może działać jako wzmacniacz sygnału radiowego, co umożliwia użycie innych dronów FPV na większych dystansach niż dotychczas.
Operator pracuje w naziemnym kontenerze, który może być zainstalowany na dowolnym podwoziu. W skład systemu mogą wchodzić dwa drony. Lot odbywa się w trybie autonomicznym lub półautonomicznym, operator może zmienić trasę, wysokość i inne parametry w trakcie lotu. Po wylądowaniu położenie drona sygnalizuje nadajnik radiowy o zasięgu 3 km.